# Anlezy
Anlezy és un municipi francès, situat al departament del Nièvre i a la regió de Borgonya - Franc Comtat. L'any 2007 tenia 285 habitants.

## Demografia

### Població
El 2007 la població de fet d'Anlezy era de 285 persones. Hi havia 123 famílies, de les quals 38 eren unipersonals (19 homes vivint sols i 19 dones vivint soles), 58 parelles sense fills, 23 parelles amb fills i 4 famílies monoparentals amb fills.
La població ha evolucionat segons el següent gràfic:
Habitants censats

### Habitatges
El 2007 hi havia 171 habitatges, 128 eren l'habitatge principal de la família, 23 eren segones residències i 20 estaven desocupats. 168 eren cases i 4 eren apartaments. Dels 128 habitatges principals, 100 estaven ocupats pels seus propietaris, 20 estaven llogats i ocupats pels llogaters i 9 estaven cedits a títol gratuït; 1 tenia una cambra, 4 en tenien dues, 23 en tenien tres, 38 en tenien quatre i 63 en tenien cinc o més. 90 habitatges disposaven pel capbaix d'una plaça de pàrquing. A 70 habitatges hi havia un automòbil i a 43 n'hi havia dos o més.

### Piràmide de població
La piràmide de població per edats i sexe el 2009 era:
| Homes | Edats   | Dones |
| ----- | ------- | ----- |
| 0     | 95 o +  | 0     |
| 0     | 90 a 94 | 0     |
| 4     | 85 a 89 | 0     |
| 0     | 80 a 84 | 4     |
| 12    | 75 a 79 | 8     |
| 16    | 70 a 74 | 12    |
| 4     | 65 a 69 | 8     |
| 16    | 60 a 64 | 12    |
| 4     | 55 a 59 | 8     |
| 8     | 50 a 54 | 12    |
| 4     | 45 a 49 | 4     |
| 12    | 40 a 44 | 12    |
| 20    | 35 a 39 | 8     |
| 12    | 30 a 34 | 12    |
| 4     | 25 a 29 | 0     |
| 0     | 20 a 24 | 4     |
| 8     | 15 a 19 | 8     |
| 16    | 10 a 14 | 8     |
| 4     | 5 a 9   | 12    |
| 4     | 0 a 4   | 4     |

## Economia
El 2007 la població en edat de treballar era de 166 persones, 100 eren actives i 66 eren inactives. De les 100 persones actives 87 estaven ocupades (52 homes i 35 dones) i 13 estaven aturades (8 homes i 5 dones). De les 66 persones inactives 25 estaven jubilades, 13 estaven estudiant i 28 estaven classificades com a «altres inactius».

### Ingressos
El 2009 a Anlezy hi havia 130 unitats fiscals que integraven 283 persones, la mediana anual d'ingressos fiscals per persona era de 14.662 €.

### Activitats econòmiques
Dels 12 establiments que hi havia el 2007, 1 era d'una empresa alimentària, 2 d'empreses de fabricació d'altres productes industrials, 3 d'empreses de construcció, 2 d'empreses de comerç i reparació d'automòbils, 1 d'una empresa d'hostatgeria i restauració i 3 d'empreses de serveis.
Dels 3 establiments de servei als particulars que hi havia el 2009, 2 eren paletes i 1 fusteria.
Dels 2 establiments comercials que hi havia el 2009, 1 era una botiga de més de 120 m² i 1 una botiga de menys de 120 m².
L'any 2000 a Anlezy hi havia 19 explotacions agrícoles que ocupaven un total de 2.100 hectàrees.

## Equipaments sanitaris i escolars
El 2009 hi havia una escola elemental integrada dins d'un grup escolar amb les comunes properes formant una escola dispersa.

## Poblacions més properes
El següent diagrama mostra les poblacions més properes.